# Aneta Popiel-Machnicka
Aneta Popiel-Machnicka (ur. 1974) – polska reżyserka, scenarzystka i producent filmowy, założycielka i dyrektor Muzeum Domków Lalek, Gier i Zabawek.

## Życiorys
W 1994 otrzymała dyplom ukończenia Państwowego Liceum Sztuk Plastycznych w Warszawie. W 1999 została absolwentką kierunku Animacji na Wydziale Operatorskim Państwowej Wyższej Szkoły Filmowej, Telewizyjnej i Teatralnej im. Leona Schillera w Łodzi (PWSFTviT). 
Reżyserka, scenarzystka i producentka filmowa. Debiutowała w 2003 r. filmem Czasem śnię, że latam (dystrybucja kinowa SOLOPAN, premiera 16 października 2013 r.), który otrzymał m.in. nagrodę za reżyserię Gold Panda Award w Chinach oraz nagrodę za zdjęcia Blackmagic Design Cinematography Award na Slamdance Film Festival. Zrealizowała 11 filmów niezależnych (fabularnych i animacji), za które otrzymała ponad 40 nagród na festiwalach filmów offowych, w tym dwukrotnie medal Unica pod patronatem UNESCO. Zajmuje się również grafiką, ilustracją, eksperymentuje z różnymi formami multimedialnymi.  
Od 2006 zajmuje się kolekcjonowaniem i restaurowaniem historycznych domków dla lalek. W 2015 zainicjowała powstanie Fundacji Belle Époque, mającej na celu – „propagować wiedzę i świadomość społeczeństwa odnośnie roli zabawek i zabawy w historii cywilizacji, ze szczególnym uwzględnieniem domków dla lalek i miniatur jako dokumentu dawnych czasów, bogatej dziedziny sztuki i rzemiosła, zjawiska kulturalno-społecznego i edukacyjnego”. Pełni funkcję prezesa fundacji oraz dyrektora Muzeum Domków Lalek, Gier i Zabawek. Kolekcja dawnych domków dla lalek, którą utworzyła, prezentowana była na 17 wystawach krajowych, a obecnie jest zarządzana przez Fundację Belle Époque i należy do największych w Europie Wschodniej.

## Filmografia - wybrane produkcje
Na podstawie materiału źródłowego: 
- 1999: Dom utkany ze świtu (reżyseria)
- 2006: Miasto nad rzeką czarnego smoka (reżyseria, scenariusz, produkcja)
- 2011: Miłość, Europa, Świat Zygmunta Baumana (produkcja wykonawcza)
- 2013: Czasem śnię, że latam (reżyseria, scenariusz, montaż, produkcja)
- 2021: Helena Marusarzówna (reżyseria)

## Nagrody
Na podstawie materiału źródłowego:
- 2007: Nagroda Specjalna SIGNIS World Catholic Association for Communication za film Miasto nad rzeką czarnego smoka. IFF Magnificat, Białoruś.
- 2013: Grand Prix w konkursie filmowym Dance my Life and Love w ramach Open Stage International Theatre Dance Festival w Tarnowie za film Czasem śnię, że latam
- 2014: International Gold Panda Award For Documentary/Best Director w Chengdu (Chiny) za film Czasem śnię, że latam
- 2022: Nagroda dla najlepszego filmu polskiego za "wyśmienite połączenie różnych form wyrazu: animacji, archiwów i fabuły w historii, która przenosi nas do wczesno-wojennego Podhala" za film Helena Marusarzówna, w cyklu dokumentalnym Portrety Wojenne, Zakopane, Spotkania z Filmem Górskim "Moc Gór Festiwal"
- 2022: Złoty Mamut - Festiwal Polskich Filmów Sportowych za film Helena Marusarzówna w cyklu dokumentalnym Portrety Wojenne, Zakopane